# L'astronave pirata
L'astronave pirata è una storia a fumetti di Guido Crepax, realizzata nel 1967 e pubblicata come primo libro dell'autore un anno dopo. È una storia di fantascienza, che è stata ripresa in Valentina pirata, dove i protagonisti immaginano la sua continuazione.

## Trama
Nel 2570, il Sistema Solare è un campo di battaglia. Dopo l'attacco della navicella pirata Golden Hind, l'astronauta Λевин Armstrong viene incaricato di una missione segreta su Saturno per recuperare il minerale KDR. Il viaggio è irto di pericoli: su Marte, il team scopre antichi geroglifici e si scontra con i nativi, riuscendo a salvarsi. Su Saturno, dopo un atterraggio rocambolesco, Armstrong preleva il KDR, ma viene catturato dalla Golden Hind, anch'essa sulle tracce del minerale per i suoi sistemi difensivi.
Dopo essere stato fatto prigioniero, Armstrong assiste al rapimento della nobile Melisende da parte dei pirati. Dopo tre settimane, la pirata Jenny lo aiuta a fuggire. La loro fuga è però intercettata da altre astronavi sferiche identiche alla Golden Hind, che li costringono ad atterrare su Mercurio. Qui, Jenny viene rapita da uomini giganti mercuriani e, dopo un tentativo di salvataggio, Armstrong e Jenny vengono ricatturati dai pirati.
La Golden Hind e le altre navi sferiche si dirigono verso Nettuno, dove l'equipaggio incontra le donne marine nettuniane. Dopo un attacco di una creatura ostile, una nettuniana li salva e insegna a Drake (il capo dei pirati) a pilotare le navicelle sferiche. Tornati nello spazio, i pirati sconfiggono l'astrocorazzata Leviathan usando il KDR. Infine, Armstrong e l'equipaggio raggiungono la base Centauro, con Armstrong che si considera ormai un pirata.

## Personaggi

### Λевин Armstrong
Protagonista della storia, inizialmente lavora a una missione scientifica, ma dopo una convivenza forzata con un gruppo di pirati spaziali, decide di unirsi a loro.

### Jenny
Piratessa che seduce Armstrong e lo aiuta a fuggire dalla prigionia.

### Drake van K.
Capitano dei pirati della Golden Hind.

## Pubblicazioni
- Rizzoli aprile 1968
- Mondadori (Volume 8) 2015
- Feltrinelli (Valentina pirata) 2025